# 1,4-benzochinonă
1,4-benzochinona (sau para-chinona) este un compus organic din clasa chinonelor, cu formula chimică C6H4O2. În starea pură, formează cristale galbene luminoase și are un miros caracteristic iritant, asemănător cu cel al clorului sau a înălbitorului. Este derivatul oxidat al hidrochinonei. 